# Klaus Dibiasi
Klaus Dibiasi (Hall in Tirol, 6 oktober 1947) is een Italiaans voormalig schoonspringer. Hij vertegenwoordigde zijn vaderland op vier edities van de Olympische Zomerspelen: Tokio 1964, Mexico-Stad 1968, München 1972 en Montreal 1976. Dibiasi werd drie keer olympisch kampioen, twee keer wereldkampioen en drie keer Europees kampioen.

## Biografie

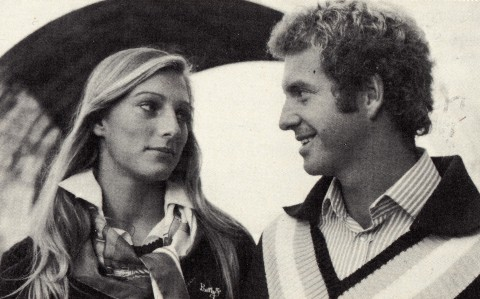
Dibiasi en zijn toenmalige vrouw, zwemster Elisabetta Dessy

Dibiasi won in 1964 de zilveren medaille op de 10 meter toren bij de Olympische Zomerspelen in Tokio, en bemachtigde de gouden medaille op hetzelfde onderdeel bij de navolgende drie Spelen (1968, 1972, 1976). Hiermee werd Dibiasi de eerste, en tot nog toe de enige, schoonspringer die drie keer op rij goud won op hetzelfde onderdeel en hij was de eerste schoonspringer die olympische medailles won op vier Olympische Spelen. Met nog eens zilver in 1968 op het platform heeft hij een recordaantal van vijf medailles behaald.
Hij veroverde twee keer de wereldtitel op de toren (1973, 1975), twee keer de Europese titel op de toren (1966, 1974), en eenmaal de Europese titel op de 3 meterplank (1974). Verder won hij in 1970 nog twee keer de zilveren medaille (plank en toren). Voor de successen van Greg Louganis werd Dibiasi beschouwd als de beste schoonspringer ooit.
Dibiasi werd geboren in Oostenrijk en had Italiaanse ouders. Zij gingen met hem naar hun geboorteland terug toen hij jong was. Hij werd gecoacht door zijn vader Carlo Dibiasi, die viervoudig Italiaans schoonspringkampioen (1933-1936) en olympisch deelnemer was. Zijn vader eindigde in 1936 op de Olympische Zomerspelen in Berlijn als tiende op de plank. Klaus Dibiasi zelf coachte later het Italiaanse schoonspringteam. Hij huwde in 1980 met zwemster Elisabetta Dessy, van wie hij kort erna alweer scheidde.

## Erelijst
- Olympische Zomerspelen: 3x , 2x
- Wereldkampioenschappen: 2x , 2x
- Europese kampioenschappen: 3x , 2x
- Middellandse Zeespelen: 2x , 3x

1904 George Sheldon · 
1908 Hjalmar Johansson · 
1912 Erik Adlerz · 
1920 Clarence Pinkston · 
1924 Albert White · 
1928 Peter Desjardins · 
1932 Harold Smith · 
1936 Marshall Wayne · 
1948 Samuel Lee · 
1952 Samuel Lee · 
1956 Joaquín Capilla · 
1960 Robert Webster · 
1964 Robert Webster · 
1968 Klaus Dibiasi · 
1972 Klaus Dibiasi · 
1976 Klaus Dibiasi · 
1980 Falk Hoffmann · 
1984 Greg Louganis · 
1988 Greg Louganis · 
1992 Sun Shuwei · 
1996 Dmitri Saoetin · 
2000 Tian Liang · 
2004 Hu Jia · 
2008 Matthew Mitcham · 
2012 David Boudia · 
2016 Chen Aisen · 
2020 Cao Yuan · 
2024 Cao Yuan